# 中坊徹次
中坊 徹次（なかぼう てつじ、1949年11月8日 - ）は、日本の魚類学者、京都大学名誉教授。

## 人物・来歴
1949年、京都府生まれ。1973年3月、京都大学農学部水産学科卒業。1981年、「A revision and systematics of the dragonets (Pisces : Callionymidae)（ネズッポ科魚類の系統分類学的研究）」により、京都大学から農学博士を取得。
京都大学農学部水産学科助教授を経て、1997年4月に京都大学総合博物館教授。その後、京都大学大学院農学研究科教授を兼任。魚類系統分類学を専攻。系統分析だけでなく、学名の再検討、新種の記載命名など分類学の基礎的な研究を行っている。同館館長等を歴任し、2015年より京都大学名誉教授。
絶滅したとされていたクニマスの西湖での発見者として知られる。さかなクンにクニマスのイラストの執筆を依頼したところ、さかなクンはイラストの参考のためにヒメマスを取り寄せた。このとき、西湖から届いたものの中にクニマスに似た特徴をもつ個体があったため、中坊に「クニマスではないか」と指摘、中坊が研究して再発見に至った。
この功績に対し、学習院出身で魚類学者でもある明仁天皇から、天皇誕生日の会見で先述のさかなクンと共に名前を取り上げられている。

## 主な著書

### 単著
- 『絶滅魚クニマスの発見 私たちは「この種」から何を学ぶか』新潮社〈新潮選書〉、2021年4月。ISBN 978-4-10-603864-8。

### 共著
- 『東シナ海・黄海の魚類誌』東海大学出版会〈水産総合研究センター叢書〉、2007年3月。ISBN 978-4-486-01740-0。山田梅芳、時村宗春、堀川博史(共著)
- 『南日本太平洋沿岸の魚類』東海大学出版部、2015年3月。ISBN 978-4-486-02044-8。池田博美との共著。
- 『日本産魚類全種の学名 語源と解説』東海大学出版部、2015年4月。ISBN 978-4-486-02064-6。平嶋義宏との共著。

### 編集
- 『日本産魚類検索 全種の同定』東海大学出版会、1993年10月。ISBN 4-486-01250-X。
- 『日本動物大百科 6 魚類』平凡社、1998年6月。ISBN 4-582-54556-4。
- 『釣魚検索』週刊釣りサンデー、1998年12月。ISBN 4-87958-661-7。小西英人(共編)
- 『以布利黒潮の魚 ジンベエザメからマンボウまで』大阪海遊館、2001年4月。ISBN 4-931418-04-X。
- 『釣魚識別図鑑 ここで見分けよう』エンターブレイン〈釣り人のための遊遊さかなシリーズ〉、2008年6月。ISBN 978-4-7577-4343-4。小西英人(著)
- 『日本魚類館 精緻な写真と詳しい解説』小学館〈小学館の図鑑Z〉、2018年3月。ISBN 978-4-09-208311-0。

### 監修・コラム
- 田口哲(解説)『マルチメディア魚類図鑑 ガイドブック 改訂版』アスキー、1999年6月。ISBN 4-7561-3103-4。監修。
- 小西英人(編著)『遊遊さかな大図鑑 釣り人のための 釣魚写真大全』エンターブレイン、2007年7月。ISBN 978-4-7577-3531-6。監修。
- さかなクン『おしえて！さかなクン 1』KADOKAWA〈角川つばさ文庫〉、2009年11月。ISBN 978-4-04-631063-7。監修・コラム。
- さかなクン『おしえて！さかなクン 2』KADOKAWA〈角川つばさ文庫〉、2010年2月。ISBN 978-4-04-631084-2。監修・コラム。
- さかなクン『おしえて！さかなクン 3』KADOKAWA〈角川つばさ文庫〉、2011年6月。ISBN 978-4-04-631171-9。監修・コラム。

### 監訳
- 『知られざる動物の世界 2 原始的な魚のなかま』朝倉書店、2011年5月。ISBN 978-4-254-17762-6。
- 『知られざる動物の世界 3 エイ・ギンザメ・ウナギのなかま』朝倉書店、2011年8月。ISBN 978-4-254-17763-3。

## 主な論文
- 中坊徹次, 岩田明久、「沖縄より得られた日本初記録のタンザクテグリ (新称), Anaona tentaculata」 『魚類学雑誌』 1979-1980年 26巻 1号 p.89-93, doi:10.11369/jji1950.26.89, 日本魚類学会
- 中坊徹次、「西部インド洋から得たネズッポ属魚類の1新種と2稀種」 『魚類学雑誌』 1979-1980年 26巻 3号 p.231-237, doi:10.11369/jji1950.26.231, 日本魚類学会
- 中坊徹次, 山本栄一、「九州-パラオ海嶺より得られたイナカヌメリ科の1新種Centrodraco otohime, オトヒメヌメリ」 『魚類学雑誌』 1979-1980年 26巻 4号 p.325-328, doi:10.11369/jji1950.26.325, 日本魚類学会
- 中坊徹次。「イナカヌメリ科魚類の分類学的再検討」 『魚類学雑誌』 1981-1982年 28巻 4号 p.355-367, doi:10.11369/jji1950.28.355,
- 中坊徹次, 田祥麟、「韓国初記録のセトヌメリ (ネズッポ科)」 『魚類学雑誌』 1985-1986年 32巻 4号 p.447-449, doi:10.11369/jji1950.32.447, 日本魚類学会
- 中坊徹次, 岩田明久, 池田祐二、「日本初記録のネズッポ科ミナミコブヌメリ」 『魚類学雑誌』 1992-1993年 39巻 1号 p.103-106, doi:10.11369/jji1950.39.103, 日本魚類学会
- 坂井恵一, 中坊徹次、「イスズミの分類学的再検討」 『魚類学雑誌』 1995年 42巻 1号 p.61-70, doi:10.11369/jji1950.42.61
- 池田祐二, 中坊徹次, 平松亘、「ヒレナガハゼの再記載と新模式標本の指定」 『魚類学雑誌』 1995年 42巻 3-4号 p.303-310, doi:10.11369/jji1950.42.303, 日本魚類学会
- 中坊徹次、「クニマスについて : 秋田県田沢湖での絶滅から70年」 『タクサ：日本動物分類学会誌』 2011年 30巻 p.31-54, doi:10.19004/taxa.30.0_31, 日本動物分類学会
- 中坊徹次、「クニマス Oncorhynchus kawamurae -絶滅から復活，そして今後-」 『日本水産学会誌』 2011年 77巻 3号 p.469-472, doi:10.2331/suisan.77.469, 日本水産学会
- 明仁, 藍澤正宏, 池田祐二, 岸田宗範, 林公義, 中山耕至, 中坊徹次、「【原著論文】京都御苑の仙洞御所の池に生息するビワヨシノボリRhinogobius biwaensisとシマヒレヨシノボリRhinogobius sp. BFの野外交雑個体」 『魚類学雑誌』 2019年 66巻 1号 p.53-62, doi:10.11369/jji.18-044, 日本魚類学会